# Neoptolemos II z Epiru
Neoptolemos I (stgr. Νεοπτόλεμος, Neoptólemos) (ur. ok. 335, zm. 296 p.n.e.) – król Epiru z dynastii Ajakidów w latach 330–313 p.n.e., razem z kuzynem Ajakidesem 325–317 p.n.e., razem z macedońskim gubernatorem Epiru Lykiskosem 317–313 p.n.e., samodzielnie 302-297 p.n.e., razem z kuzynem Pyrrusem I 297-296 p.n.e. Syn króla Epiru Aleksandra I i królowej Kleopatry, córki króla Macedonii Filipa II i królowej Olimpias.
W r. 334 p.n.e. ojciec Aleksander, przed wyruszeniem ze swą armią Molossów i epirockimi sprzymierzeńcami na wyprawę do południowej Italii, pozostawił w domu żonę Kleopatrę, jako regentkę Epiru. Gdy w r. 330 p.n.e. zginął koło miasta Pandozji, kolonii greckiej w Bruttium, matka nadal pełniła regencję, ponieważ Neoptolemos II, jako nowy król Epiru, był dzieckiem.  Kleopatra, rządziła do r. 325 p.n.e., kiedy to abdykowała na rzecz matki Olimpias. Ta dopuściła Ajakidesa, brata stryjecznego i siostrzeńca zarazem, do współrządów wraz z nią i Neoptolemosem II. Ta sytuacja trwała do r. 317 p.n.e., kiedy to Olimpias naruszyła ład na zachodzie zaprowadzony przez jej męża Filipa II i syna Aleksandra, wyprowadzając wojsko Molossów przeciw Macedonii i królowi Filipowi III Arridajosowi. Z tego powodu Kassander, podporządkowując sobie Przymierze Epirockie i włączając doń plemię Chaonów z północnego Epiru, osadził w Epirze Lykiskosa. Ten, jako „strażnik i dowódca” (epimelētēs kai stratēgos), zastępował króla Neoptolemosa II. Usunięta Olimpias została regentką Aleksandra IV Ajgosa, wnuka i króla macedońskiego. Natomiast Ajakides, który także został usunięty, nie rezygnował z walki o tron. Odzyskał władzę, kosztem Neoptolemosa II, dopiero w r. 313 p.n.e. 
Neoptolemos, usunięty z tronu, przez długi czas musiał czekać na swą drugą szansę. Okazja nadarzyła się, gdy do władzy doszedł Pyrrus. Ten, jako niedoświadczony i młody władca, był słabo umocniony na tronie, więc Kassander wypowiedział mu wojnę. W r. 302 p.n.e. król macedoński wkraczając do Epiru, zmusił do ucieczki Pyrrusa, który przybył do Egiptu. Kassander na jego miejsce wprowadził Neoptolemosa II, który po raz drugi został królem. Z powodu swego szorstkiego usposobienia zraził względem siebie swych poddanych, którzy postanowili utorować drogę dla powrotu Pyrrusa. W r. 297 p.n.e., po śmierci Kassandra, Pyrrus wrócił z pomocą egipską do Epiru. Neoptolemos, będąc w trudnej sytuacji, zgodził się na kompromis. Polegał on na tym, żeby dwaj rywale podzielili się władzą między sobą. Ale taka sytuacja nie trwała długo. Neoptolemos postanowił bowiem pozbyć się rywala za pomocą trucizny podczas uroczystości świąt, w których mieli brać udział obaj królowie i wszyscy członkowie wielkich rodów arystokratycznych. Intryga ta jednak została odkryta przez Pyrrusa, który kazał zamordować go podczas bankietu w r. 296 p.n.e. Neoptolemos z nieznaną z imienia żoną miał syna Neoptolemosa, a ten z kolei syna Alkimachosa. Na nim wymarła główna linia Ajakidów, pochodząca od Neoptolemosa I.